# (12027) Masaakitanaka
(12027) Masaakitanaka est un astéroïde de la ceinture principale.

## Description
(12027) Masaakitanaka est un astéroïde de la ceinture principale. Il fut découvert le 3 janvier 1997 à Chichibu par Naoto Satō. Il présente une orbite caractérisée par un demi-grand axe de 2,42 UA, une excentricité de 0,16 et une inclinaison de 6,5° par rapport à l'écliptique.

## Compléments